# 貸与艦
貸与艦（たいよかん）とは、ある国が別の国にある一定の期間が過ぎれば返却することを前提として貸し出した軍艦のこと。

## 貸与艦の例
第一次世界大戦中、日本海軍が地中海に海軍部隊を派遣した際にイギリス側からH級駆逐艦を貸し出され、橄欖型駆逐艦として運用した。
第二次世界大戦後、海軍兵力を再建するにあたりアメリカがタコマ級フリゲートなどの艦艇を貸与することになった。これらの貸与艦を運用するために海上保安庁内に設置されたのが海上警備隊であり、後に保安庁警備隊として独立し現在の海上自衛隊に発展した。
アメリカから日本に貸与された艦艇の多くはそのまま供与されたがいくつかの艦艇はアメリカに返却後中華民国やフィリピンや南ベトナムといった国々に再び貸与されていった。